# خوزه کوئروو
خوزه کوئروو (به انگلیسی: Jose Cuervo) نوعی از تکیلا است که توسط شرکت بریتانیایی دیاجیو تولید می‌شود. برند خوزه کوئروو در کشور مکزیک تولید می‌شود.

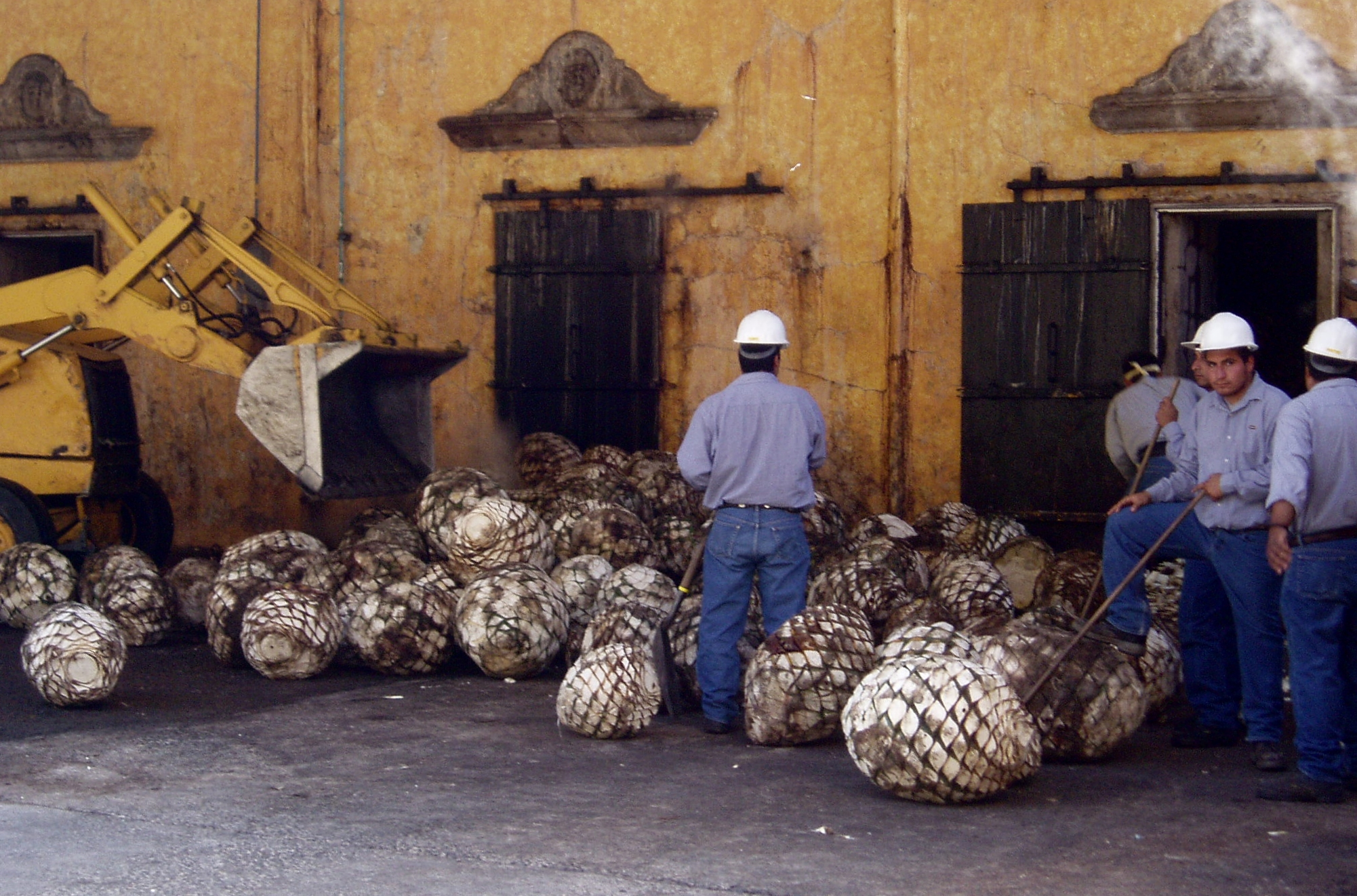
کارگران در حال بارگذاری گیاه آگاوه داخل فر در مکزیک